# Quinten Verschure
Quinten Verschure (Woerden, 18 januari 2004) is een Nederlandse influencer en is bekend door de door hemzelf gecreëerde clips op TikTok en voorganger musical.ly. Hij behaalde in mei 2020 een half miljoen volgers. Verschure is niet alleen bekend op de app TikTok waar hij filmpjes plaatst, ook op Instagram heeft hij meer dan 70.000 volgers en hij is geregeld te zien in diverse (kinder)televisieprogramma's. In mei 2023 had hij ruim 780.000 volgers op TikTok. Hiermee staat hij in de top 25 grootste TikTokkers van Nederland, waarin hij net onder Lisanne Dijkstra staat.

## Levensloop
Sinds 2015 is Verschure actief op de app musical.ly dat sinds 2018 is overgegaan in TikTok. Via zijn account plaatst hij dagelijks komedie- en prankvideo's.
Verschure is begonnen met het maken van filmpjes toen hij twaalf jaar oud was. Verschure is opgegroeid in een gezin met twee jongere broers.

## Samenwerkingen
Verschure heeft diverse samenwerkingen op zijn naam staan. Zo hebben bedrijven als Samsung, NetFlix, Walibi Holland, This Is Holland en de Efteling de samenwerking met de Tiktokker gezocht voor commerciële doeleinden en is hij model geweest voor Zalando en Scotch & Soda.

## Prijzen
- The Best Social Awards, Beste Muser (2018)

## Filmografie

### Televisie als deelnemer
- RTV Utrecht Livestream (2018), gast
- Serious Request (2018), gast
- Hart van Nederland (2018), gast
- Club Hub (2019), gast
- Zapplive (2020), gast
- De Wereld Draait Door - BNNVARA (2020), tafelgast
- Kids Top 20 (2020), gast
- Jill - AVROTROS (2020), gast
- Betreden Op Eigen Risico - Zapp (2020), gast
- The Niki Today Show (2020), gast

## Films
- Ik Ben Levi (2022)[5]